# Вест Мидлсекс (Пенсилванија)
Вест Мидлсекс (енгл. West Middlesex) град је у америчкој савезној држави Пенсилванија.

## Демографија
По попису из 2010. године број становника је 863, што је 66 (-7,1%) становника мање него 2000. године.
| Група             | 2000.       | 2010.       |
| Белци             | 909 (97,8%) | 834 (96,6%) |
| Афроамериканци    | 3 (0,3%)    | 10 (1,2%)   |
| Азијати           | 9 (1,0%)    | 3 (0,3%)    |
| Хиспаноамериканци | 3 (0,3%)    | 3 (0,3%)    |
| Укупно            | 929         | 863         |